# Zwartkruinmonjita
De zwartkruinmonjita (Neoxolmis coronatus synoniem: Xolmis coronatus) is een zangvogel uit de familie Tyrannidae (tirannen). De wetenschappelijke naam van de soort werd in 1823 als Tyrannus coronatus gepubliceerd door Louis Jean Pierre Vieillot.

## Verspreiding en leefgebied
Deze soort broedt in zuidelijk Argentinië en overwintert in zuidelijk Bolivia, Paraguay en het uiterste zuiden van Brazilië.

## Status
De grootte van de populatie is niet gekwantificeerd maar de soort wordt omschreven als vrij algemeen. Op de Rode lijst van de IUCN heeft deze soort de status niet bedreigd.